# Соколов, Сергей Васильевич (химик)
Серге́й Васи́льевич Соколо́в (1934—2013) — советский и российский учёный-химик, лауреат Государственной премии СССР (1981).

## Биография
После окончания в 1956 году химического факультета Уральского политехнического института (УПИ) С. В. Соколов был принят на работу в УПИ, и стал одним из учеников и сотрудников И. Я. Постовского. В школе И. Я. Постовского особенно развиты были два направления — химия гетероциклических соединений и фторорганика. С. В. Соколов занимался сначала гетероциклами, и в 1962 г. защитил кандидатскую диссертацию в области химии изоксазола. После 1964 года появились публикации при участии С. В. Соколова, посвященные синтезу азот-содержащих фторорганических соединений, различных функциональных производных полифторированных и перфторированных углеводородов, изучению полученных соединений методом ЯМР 19F.
Работы С. В. Соколова в области фторорганических соединений привлекли внимание руководства Всесоюзного Научно-исследовательского Института Синтетического Каучука им. Лебедева (ВНИИСК), куда он был приглашен на должность заведующего лабораторией. Вскоре после защиты диссертации на соискание ученой степени доктора химических наук, в январе 1968 г. С. В. Соколов переехал в Ленинград и большую часть своей жизни проработал во ВНИИСК, (в 1971—1996 годах в качестве заместителя директора по научной работе).
Исследования в области фторкаучуков были начаты во ВНИИСК и доведены до промышленного выпуска каучуков СКФ-26 и СКФ-32. Обладая высокой термостойкостью и стойкостью к агрессивным средам, горючему и маслам, эти каучуки имели низкую эластичность и не могли применяться при низких температурах, так как их температура стеклования была около −20оС. К моменту прихода С. В. Соколова во ВНИИСК начались первые опыты по введению в состав двойных сополимеров третьего мономера.
Под руководством С. В. Соколова сотрудники лаборатории занимались всеми аспектами получения фторкаучуков и резин: синтез мономеров, полимеров, содержащих наряду с основными дополнительные сомономеры, улучшающие низкотемпературные свойства, эластичность, и вулканизуемость каучука. Впервые был получен электрохимическим фторированием перфторметилвиниловый эфир, введение которого в сополимеризацию с винилиденфторидом привело к получению каучука с температурой стеклования около −50оС
.
Многостадийным синтезом были получены перфторированные эфиры с нитрильной функциональной группой, которые при сополимеризации с тетрафторэтиленом давали материал не только с наиболее широким температурным диапазоном, но и с наименьшим накоплением остаточных деформаций резин, что произвело подлинную революцию в свойствах уплотнительных резиновых изделий, используемых в двигателях большой мощности (в самолетах и автомобилях).
С. В. Соколов ввел в практику работы применение современных методов: ЯМР 19F, исследование активности мономеров в радикальных процессах методом конкурентных реакций.
Наивысшим достижением явился выпуск каучука А-1532, не превзойденного по свойствам по сей день:
Основные свойства вулканизатов
| Температурный интервал работоспособности                                             | от -50 до + 250 оС |
| Условная прочность при растяжении, Мпа                                               | 6-8                |
| Относительное удлинение при разрыве, %                                               | >150               |
| Относительная остаточная деформация после сжатия на 20% при 200 оС, через 24 час., % | < 40               |
| Коэффициент относительного восстановления после сжатия при –30оС                     | >0.3               |

В 1990-е годы лаборатория С. В. Соколова сотрудничала с фирмами DuPont, Dyneon- 3M (США) и Nippon Mektron (Япония), в результате чего были получены совместные патенты.
С. В. Соколов подготовил более 30 кандидатов наук, являлся членом нескольких координационных советов при АН СССР.

## Награды
- 1965 — Премия Всесоюзного химического общества им. Д. М. Менделеева
- 1978 — Премия имени С. В. Лебедева Академии наук СССР
- 1981 — Государственная премия СССР

## Семья
С. В. Соколов вырос в семье врачей, его отец, Василий Иванович Циренщиков, — хирург, заслуженный врач РСФСР, мать, Людмила Николаевна Соколова, заведовала терапевтическим отделением больницы в Свердловске.